# ファレーヌ
ファレーヌ（仏：Phalène）とは、フランス原産の愛玩用犬種である。
国際分類名をエパニョール・ナイン・コンチネンタル (Epagneul Nain Continental) とし、パピヨンとの類別のため、その末尾に "Phalène" を付して呼称されるが、日本を含めてファレーヌと通称されることが多い。
この名称はフランス語で「蛾」の意であり、犬種としてのファレーヌはFCIでは国際分類により、日本でも一定の人気があるパピヨンの大分類のもと、垂れ耳のものとして小分類され、区別する。

## 歴史と区別
12世紀から13世紀ごろにかけ、愛玩犬として作出された。それから年々、嗜好と共に改良交配が加えられつつ広く親しまれるが、18世紀になるとベルギーでファレーヌから、立ち耳の仔犬（＝パピヨン）が派生することによって、人気犬種として多くパピヨンの作出が試みられ、当犬種は作出を減らす事になる。パピヨンの親から、稀に垂れ耳の仔犬および後に垂れ耳の成犬となったものが産まれることがあり、「パピヨンから産まれたファレーヌ」も日本国内に存在する。また日本のジャパンケネルクラブは「パピヨン」の犬種標準に「垂れ耳のもの（両耳とも完全に垂れていること）」を包含し、同クラブの主催によるドッグショーにおいては同一種「パピヨン」として審査が行われる。

## 特徴
パピヨンに準ずる体躯で、耳は垂れ、長い飾り毛で覆われる。コートはロングコートで、毛色はホワイト・アンド・ブラック、ホワイト・アンド・ブラウン、およびホワイト・アンド・レッドなど。尾は巻き尾で、背中に背負っている。華奢な体つきで、脚は長い。小型犬サイズで、性格はしとやかで外向的であるが、一定の警戒心の保持が犬種標準であり、プライドの高い一面も持つ。

## 参考
- 『犬のカタログ2004』 中島眞理監督･写真 学習研究社 2004年
- 『愛犬の友 犬種ライブラリー パピヨン』 愛犬の友編集部編 誠文堂新光社 2005年
- 『デズモンド・モリスの犬種事典』 デズモンド・モリス著 福山英也、大木卓訳 誠文堂新光社 2007年
- 「犬種別展覧会出陳分類表」 社団法人ジャパンケネルクラブ 2011年  2012年9月28日閲覧による